# Warren B. Duff
Warren Duff (San Francisco, 17 maggio 1904 – Los Angeles, 5 agosto 1973) è stato uno sceneggiatore e produttore cinematografico statunitense.

## Biografia
Ha iniziato la sua carriera come attore e regista a New York, a partire dal 1931, però, si è interamente dedicato alla scrittura di sceneggiature cinematografiche. Come sceneggiatore, Duff, ha collaborato alla stesura di film come Fashions of 1934 (1934), Angels with Dirty Faces (1938), Experiment Perilous (1944), Step Lively (1944), Chicago Deadline (1949) e Appointment with Danger (1951).
È stato anche produttore per il film noir Out of the Past (1947). 
Ha anche lavorato a programmi televisivi tra cui The Rogues (1965), The Invaders (1967) e Mannix (1967). 
È morto a causa di un tumore nel 1973.

## Filmografia parziale

### Sceneggiatore
- Stage Struck, regia di Busby Berkeley (1936)

- Morire all'alba (Each Dawn I Die), regia di William Keighley (1939)
- La ribelle del West (The Lady from Cheyenne), regia di Frank Lloyd (1941)
- Fossa dei dannati (Make Haste to Live), regia di William A. Seiter (1954)

### Produttore
- Le catene della colpa (Out of the Past), regia di Jacques Tourneur (1947
- I ragni della metropoli (Gambling House), regia di Ted Tetzlaff (1950)

## Riconoscimenti
- Edgar Allan Poe Awards
  - 1950 – Candidatura all'Edgar Award per il Miglior film per Ultimatum a Chicago (1949)